# Примбетов, Зиада
Зиада́ Примбе́тов, другие варианты имени — Зияда, Зияд (1905, Перовский уезд, Сырдарьинская область, Туркестанский край, Российская империя — 1956, Казахская ССР) — колхозник колхоза «Гигант» Чиилийского района Кзыл-Ординской области, Казахская ССР. Герой Социалистического Труда (1950).

## Биография
Родился в 1905 году в крестьянской семье в одном из сельских населённых пунктов Перовского уезда. С 1914 года батрачил. Участвовал в Гражданской войне на стороне Красной Армии. С 1920 года — в органах милиции. В 1932 году избран председателем товарищества по совместной обработке земли, с 1935 года — председатель аулсовета до призыва в июне 1942 года в Красную Армию по мобилизации.
С сентября 1942 года участвовал в Великой Отечественной войне. Воевал на Калининском фронте в составе 365-го запасного стрелкового полка 13-й запасной стрелковой дивизии. Получил три ранения. После третьего тяжёлого ранения в октябре 1943 года считался убитым. После излечения в госпитале служил вольнонаёмным. С октября 1944 года — заведующий хранилищем зернового склада № 332/3 продовольственного отдела 3-го Белорусского фронта. После демобилизации возвратился на родину и продолжил трудиться мирабом (заведующий оросительной системой), звеньевым рисоводческого звена, рядовым колхозником в колхозе «Гигант» Чиилийского района.
В 1949 году вырастил в среднем с каждого гектара по 88 центнеров риса на участке площадью 8 гектаров. Указом Президиума Верховного Совета СССР от 21 июня 1950 года удостоен звания Героя Социалистического Труда за «получение высоких урожаев риса при выполнении колхозом обязательных поставок и контрактации по всем видам сельскохозяйственной продукции, натуроплаты за работу МТС в 1949 году и обеспеченности семенами всех культур в размере полной потребности для весеннего сева 1950 года» с вручением ордена Ленина и золотой медали «Серп и Молот» (№ 5171).
Умер в 1956 году.
Награды
- Герой Социалистического Труда
- Орден Ленина
- Медаль «За отвагу» (23.07.1945)